# Roxanne Hall
Roxanne Hall (Romford, Essex; 17 de marzo de 1976) es una actriz pornográfica inglesa. Ingresó a la industria porno en 1994 a los 18 años, habiendo aparecido desde entonces en más de 700 películas.
Hall tuvo un contrato con la productora Elegant Angel entre 1997 y 1998 teniendo el título de Slutwoman. Luego de ello se tomó un receso de cinco años para retornar en el 2003 con la película Slutwoman's Revenge.
En el 2007, Hall y J.J. Michaels iniciaron la producción de películas con la compañía Wonderland Entertainment.
También apareció en el video musical "Bar X The Rocking M" del grupo The Melvins conjuntamente con Stephanie Swift.

## Premios
- 1999 Premios AVN - Mejor Escena de Sexo Lésbico – Video - Buttslammers 16[5]